# Audrey Gallet
Audrey Gallet est une réalisatrice et productrice française née le 14 mai 1978. Elle est lauréate du prix Albert-Londres en 2012 pour son film Zambie, à qui profite le cuivre ?.

## Carrière
Audrey Gallet commence sa carrière en tant que journaliste reporter d’images pour la chaîne Panafricaine 3A Télésud. Elle réalise plusieurs clips (La Canaille, Keur Gui) et reportages musicaux, notamment Gabao Hip Hop unis et engagés diffusé en 2010 sur France Ô. Elle y prend comme prétexte le festival annuel "Gabao Hip-Hop" de Libreville au Gabon pour dresser un état des lieux de la situation du mouvement Hip-Hop en Afrique Centrale.
Elle travaille ensuite avec Jean-Robert Viallet en assurant l’image de sa série documentaire La Mise à mort du travail, diffusée en 2009.
Audrey Gallet enquête pendant deux ans avec Alice Odiot sur la multinationale Glencore qui fournit le plus de cuivre au monde mais refuse de payer ses impôts à la Zambie qu’elle exploite et pollue. Les deux journalistes démontrent un vaste mécanisme d’évasion fiscale et de détournement de l’aide publique au développement. Zambie, à qui profite le cuivre ? est diffusé en 2011 sur France 5. Elles reçoivent l’année suivante le prix Albert Londres de l'audiovisuel qui récompense les meilleurs « Grands Reporters » francophones âgés de moins de 40 ans.
Audrey Gallet, qui a accompagné de nombreux rappeurs africains depuis le début des années 2000 est invitée par des amis sénégalais à suivre la révolte des Y'en a marre qui monte en 2011 à Dakar. Dans Boy Saloum, la Révolte des Y’en a marre, elle raconte comment quatre jeunes amis se retrouvent fers de lance de la contestation politique, jusqu’à influer le cours de l’histoire. Elle monte la société Sélébéyone à Dakar avec Denise Safiatou Sow, l’une des quatre protagonistes du film, pour prendre part à la production.

## Filmographie

### Auteure - réalisatrice
- 2007 : Gabao Hip Hop unis et engagés[7]
- 2011 : Zambie, à qui profite le cuivre ? (télévision) production France TV – Yami 2[8]
- 2013 : Boy Saloum – la Révolte des Y’en a marre (cinema) production Cinéphage ! – Yami2 – Sélébéyone[9]

### Image
- 2009 : La Mise à mort du travail de Jean-Robert Viallet

## Distinctions
Récompenses
- Prix Albert Londres de l’audiovisuel 2012 pour Zambie, à qui profite le cuivre ?
- Étoile de la Scam 2012 pour Zambie, à qui profite le cuivre ?